# Joost van Aken
Joost van Aken, né le 13 mai 1994 à Haarlem aux Pays-Bas, est un footballeur néerlandais. Il évolue actuellement au SV Zulte Waregem au poste de défenseur.

## Biographie
Avec l'équipe du SC Heerenveen, il joue 84 matchs en première division néerlandaise, inscrivant trois buts.
Le 30 août 2017, il s'engage avec le club anglais de Sheffield Wednesday.